# Zeltschach (Gemeinde Gurk)
Zeltschach ist eine Ortschaft in der Gemeinde Gurk im Bezirk Sankt Veit an der Glan in Kärnten (Österreich). Die Ortschaft hat 12 Einwohner (Stand 1. Jänner 2024). Sie liegt auf dem Gebiet der Katastralgemeinde Pisweg.

## Lage
Die Ortschaft liegt in den Wimitzer Bergen, auf etwa 940 m Seehöhe auf dem Höhenzug zwischen Gurktal und Wimitz, etwa 1½ km östlich des Pfarrorts Pisweg sowie etwa 5 Straßenkilometer vom Gemeindehauptort Gurk entfernt.
Zur Ortschaft gehören die Gebäude bei der Holzerhube (Haus Nr. 1) und der Heilingerhube (Nr. 3) sowie die gut 200 m westlich davon gelegene Berg- bzw. Loidlhoferkeusche (Nr. 4).

## Geschichte

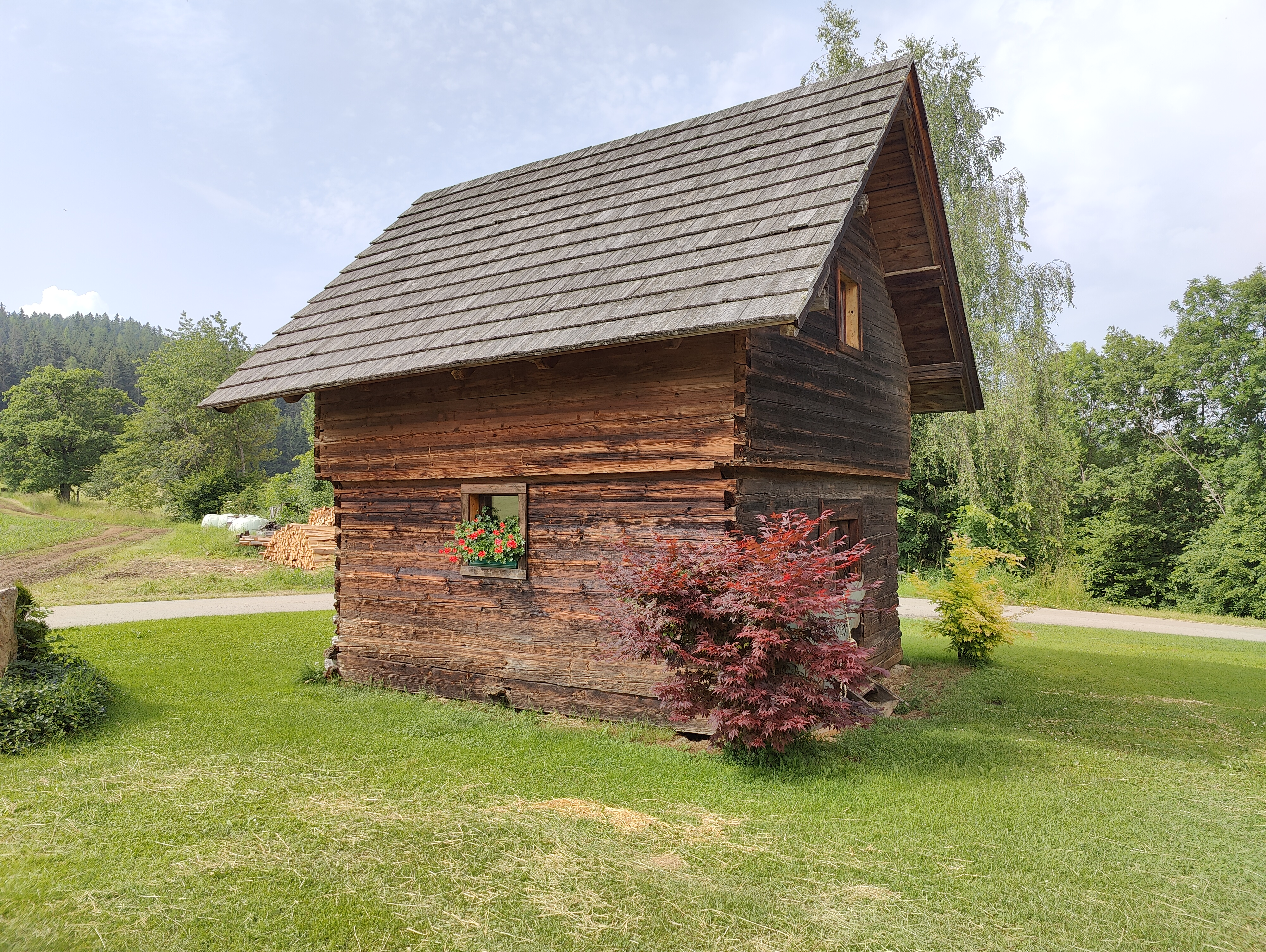
Blockspeicher in Zeltschach

Der Ortsname leitet sich aus dem Slawischen ab und weist auf die Lage an einem Sattel hin.
Bei Gründung der Ortsgemeinden Mitte des 19. Jahrhunderts kam Zeltschach an die Gemeinde Pisweg. Seit 1973 gehört der Ort zur Gemeinde Gurk.

## Bevölkerungsentwicklung
Für die Ortschaft ermittelte man folgende Einwohnerzahlen:
- 1869: 4 Häuser, 35 Einwohner[3]
- 1880: 4 Häuser, 23 Einwohner[4]
- 1890: 3 Häuser, 33 Einwohner[5]
- 1900: 3 Häuser, 40 Einwohner[6]
- 1910: 3 Häuser, 23 Einwohner[7]
- 1923: 3 Häuser, 23 Einwohner[8]
- 1934: 28 Einwohner[9]
- 1961: 3 Häuser, 22 Einwohner[10]
- 2001: 3 Gebäude (davon 2 mit Hauptwohnsitz) mit 3 Wohnungen; 9 Einwohner und 2 Nebenwohnsitzfälle; 2 Haushalte; 0 Arbeitsstätten, 1 land- und forstwirtschaftlicher Betrieb[11]
- 2011: 5 Gebäude, 10 Einwohner, 2 Haushalte, 1 Arbeitsstätte[12]
- 2021: 5 Gebäude, 13 Einwohner, 3 Haushalte, 2 Arbeitsstätten[13]